# Louis Armitage
Louis Greaves Armitage (Kingston upon Hull, 15 dicembre 1921 – settembre 2000) è stato un calciatore inglese, di ruolo attaccante.

## Caratteristiche tecniche
Era un centravanti

## Carriera
Nel 1940 viene tesserato dal Rotherham Utd, con cui prende parte prima ai vari tornei sostituitivi dei campionati tradizionali durante la seconda guerra mondiale e poi alla FA Cup 1945-1946; nella stagione 1946-1947 gioca il suo primo vero e proprio campionato professionistico, nella terza divisione inglese con i Millers, con cui conquista un terzo posto in classifica. Rimane in rosa fino al gennaio del 1948 quando, dopo complessive 9 reti in 15 partite di campionato giocate nell'arco di una stagione e mezzo, viene ceduto in prima divisione al Grimsby Town: esordisce con i Mariners il 17 gennaio 1948 in una partita persa per 4-0 sul campo dello Sheffield Utd e trova la sua prima rete il successivo 21 febbraio quando, alla sua quinta presenza consecutiva in altrettante partite dal suo arrivo nel club bianconero, realizza un gol nella sconfitta casalinga per 3-2 contro il Derby County. Dopo aver saltato una partita per scelta tecnica, torna in campo (e trova nuovamente la rete) nella trentaduesima giornata, persa per 2-1 sul campo del Preston N.E.. Gioca poi anche nelle successive 2 partite (trovandosi quindi di fatto a disputare 8 partite su 9 disponibili dal suo arrivo in squadra), subendo un grave infortunio il 17 marzo 1948 nel recupero della trentunesima giornata di campionato, pareggiato per 1-1 in casa contro il Manchester Utd: l'infortunio, oltre a fargli saltare il resto della stagione (che il Grimsby Town chiuderà con una retrocessione in seconda divisione) è di entità tale da portarlo a ritirarsi, all'età di 27 anni.